# DNA lục lạp

Hình 1: Sơ đồ cấu tạo siêu hiển vi của lục lạp với DNA của nó (chú thích số 11).1 = Màng ngoài.
2 = Khoang gian màng.
3 = Màng trong.
4 = Chất nền lục lạp (strôma).
5 = Lumen (xoang tilacôit).
6 = Màng tilacôit.
7 = Chồng hạt (grana).
8 = Lamen.
9 = Hạt tinh bột.
10 = Các ribosome của lục lạp.
11 = DNA lục lạp.
12 = Vi giọt chất béo.

DNA lục lạp (DNA lục lạp) là DNA định vị trong lục lạp của tế bào quang hợp. Nói cách khác, lục lạp có phân tử DNA của riêng nó, thì DNA này gọi là DNA lục lạp.
Thuật ngữ này dịch từ tiếng Pháp là DNA chloroplastique, và từ tiếng Anh là Chloroplast DNA được viết tắt là cpDNA. Ở Việt Nam, từ "DNA lục lạp" trong các tài liệu phổ thông được viết tắt là cpDNA, còn trong các tài liệu chuyên ngành thì viết tắt như tiếng Anh là cpDNA.
Như tên gọi của nó, DNA lục lạp nằm ở lục lạp của tất cả các thực vật quang hợp (cây xanh, tảo lục,...), nhưng cũng có ở một số loài động vật có khả năng quang hợp. Trong lục lạp, chúng phân bố ở chất nền (strôma): lơ lửng hoặc neo vào cấu trúc khác (xem hình).

## Tổng quan
- DNA lục lạp thuộc loại DNA vòng.
- DNA lục lạp mang các gen chứa thông tin di truyền mã hoá các sản phẩm thường dùng cho hoạt động quang hợp của lục lạp, cũng như một số hoạt động khác. Tập hợp tất cả các gen này ở lục lạp tạo nên bộ gen lục lạp (chloroplast genome),[11] thường gọi là plastome.[12] Tuy plastome (bộ gen lục lạp) chỉ là một phần nhỏ so với toàn bộ gen trên nhiễm sắc thể của tế bào, nhưng rất quan trọng cho quang hợp và một số các hoạt động khác của tế bào và cơ thể.[9]
- Lục lạp là một loại bào quan thuộc nhóm lạp thể (plastid), nên bộ gen lục lạp còn được gọi là bộ gen lạp thể (plastid genome) mà phân tử có dạng DNA vòng giống như plasmit vi khuẩn.[9][13]
- DNA lục lạp mang các thông tin mã hoá được kế thừa theo phương thức di truyền ngoài nhiễm sắc thể.[9][10]

## Lược sử
- Hiện tượng di truyền các tính trạng do plastome đã được phát hiện từ năm 1908 - 1909 bởi Carl Correns, nhờ đó đã ra đời thuật ngữ "di truyền theo dòng mẹ", sau này đã xác định đó là một trong nhiều trường hợp của di truyền ngoài nhiễm sắc thể.
- Tuy nhiên, sự tồn tại của plastome mãi hơn nửa thế kỉ sau mới được chứng minh vào năm 1962,[14] và plastome lần đầu tiên được giải trình tự vào năm 1986 nhờ hai nhóm nghiên cứu của Nhật Bản giải trình tự DNA lục lạp của rêu tản và của thuốc lá. Đến nay, các nhà khoa học đã giải trình tự của hàng trăm DNA lục lạp của nhiều loài thực vật khác nhau, chủ yếu là các loài thực vật trên cạn và một số loài tảo lục.

## Cấu trúc phân tử

Bộ gen lục lạp của loài Arabidopsis thaliana (Họ Cải).

- Nói chung, một phân tử DNA lục lạp là một phân tử DNA vòng, gồm khoảng 120 đến 170 Mbp (1 bp = một cặp base). Mỗi phân tử vòng này có chu vi ngoài khoảng 30 - 60 micrômet, với khối lượng khoảng 80 - 130 triệu Daltons.[15]
- Theo thuyết nội cộng sinh, thì DNA lục lạp ở thực vật quang hợp có tổ tiên xa xưa là plasmit của vi khuẩn lam cổ đại ở biển, xâm nhập vào thực vật thủy sinh cổ đại, cộng sinh với chúng, rồi cây thủy sinh "lên trên cạn" vào kỉ Silur thuộc đại Cổ sinh.[1]
- Hầu hết các gen của plastome cùng định vị trên một số DNA lục lạp vòng lớn, nhưng cũng có nhiều trường hợp một plastome phân hoá thành rất nhiều "mảnh" nhỏ, mỗi "mảnh" chỉ khoảng 2000 bp, gọi là vòng mini (minicircle) chứa một vài gen hoặc có gen nhưng lại không phải gen mã hóa như ở tảo thuộc nhóm dinoflagellata.

## Chức năng và biến đổi
- Trong các plastome đã được nghiên cứu, thì nói chung mỗi plastome gồm khoảng 100 gen.[16][17] Các gen này mã hóa chủ yếu các prôtêin vi ống và các enzym quang hợp ngay trong lục lạp. Giống như sinh vật nhân sơ, các gen ở đây được tổ chức thành các operon,[17] và điểm này là một trong các bằng chứng của thuyết nội cộng sinh về nguồn gốc lục lạp.
- Nhiều loài thực vật trên cạn có plastome khá giống nhau, trong đó cùng có các gen mã hóa cho 4 rRNA, khoảng 30 tRNA, 21 prôtêin của ribosome và 4 tiểu đơn vị RNA polymeraza.[18][19] Phục vụ trực tiếp cho quang hợp, trong plastome có các gen mã hoá 28 prôtêin của màng tylacôit (màng lục lạp) và tiểu đơn vị RUBISCO (Ribulose-1,5-diphosphate carboxylase oxygenase) lớn.[18] Ngoài ra, còn có các gen mã hóa 11 tiểu đơn vị của phức hợp prôtêin trung gian trong các phản ứng oxy hóa khử để tái chế các điện tử trong quang hợp,[20] tương tự như NADH dehydrogenase trong ty thể.[18][21]
- Tuy có nguồn gốc nội cộng sinh, nhưng plastome ở cây xanh có số lượng ít hơn hẳn "tổ tiên" của nó: mỗi plastome hiện có khoảng 60 - 100 gen, trong khi vi khuẩn lam thường có tới hơn 1500 gen.[22] Hiện tượng này được giải thích là phần lớn gen tổ tiên đã sáp nhập vào bộ gen ở nhân trong quá trình chuyển gen nội sinh (endosymbiotic gene transfer) nhiều lần, kéo dài qua nhiều triệu năm tiến hoá.[16][23][24][25] Ở cây trên cạn, khoảng 11 - 14% DNA trong nhân đã được xác minh là có nguồn gốc từ plastome chuyển vào, thậm chí ở chi Arabidopsis có tới 18% - tức là ứng với khoảng 4.500 gen cấu trúc.[26][27]